# 씹는 담배

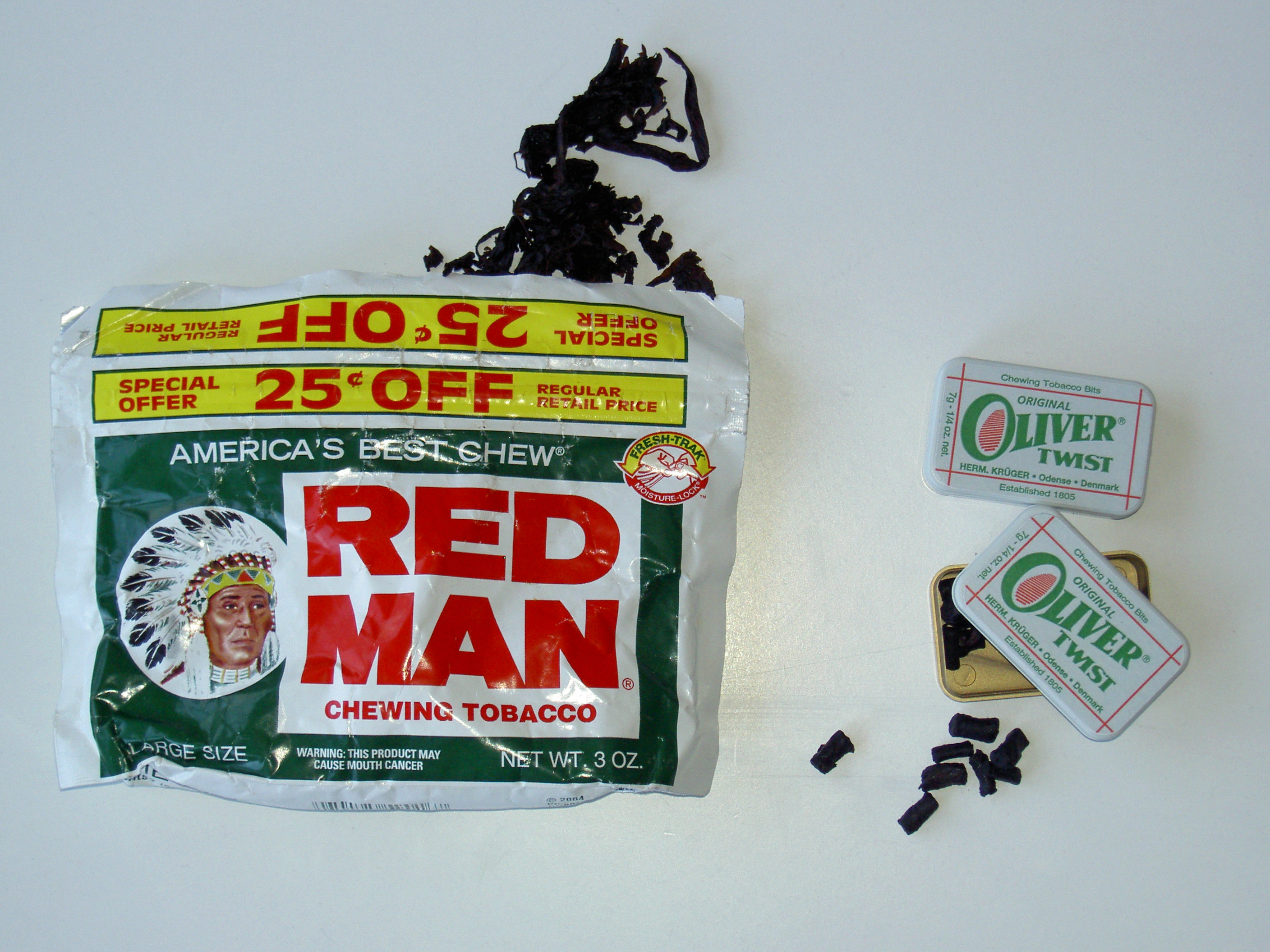

씹는 담배 또는 추잉 타바코(chewing tobacco)는 뺨과 아래 잇몸 사이에 넣어 향을 끌어내는 무연 담배 제품의 일종이다. 이는 굵게 다진 숙성된 담배로 구성되어 있으며 향이 나고 종종 단맛이 난다. 담배를 담그는 것처럼 잘게 갈리지 않는다. 씹는 동안 원하지 않는 즙이 튀어 나온다.
씹는 담배는 니코틴의 원천이므로 중독성이 매우 높다. 씹는 담배를 끊는 것은 일반 금연만큼 어렵다.
씹는 담배를 사용하면 치과 질환, 구강암, 식도암, 췌장암, 관상동맥질환 등 다양한 유해 영향을 미칠 수 있을 뿐만 아니라 사산, 조산, 저체중 출산 등 생식에 부정적인 영향을 미칠 수 있다. 씹는 담배는 기존의 연소 제품보다 건강 위험이 낮다. 그러나 이는 담배 흡연에 대한 건강한 대안이 아니다. 위험 수준은 제품 유형과 생산 지역에 따라 다르다. 씹는 담배를 사용하는 데 안전한 수준은 없다. 전 세계적으로 매년 650,000명의 사망자가 발생한다.

## 같이 보기
- 코담배